# Alfredo Fuentes Hernández
Alfredo Fuentes Hernández (1958) es un diplomático, abogado y economista colombiano. Fue socio del bufete de abogados colombiano Palacios Lleras. Desde octubre de 2015 es socio y CEO del Estudio Jurídico Colombiano "Fuentes Hernández Asesores SAS".
Como director general de Asuntos Jurídicos, se convirtió en Secretario General interino de la Comunidad Andina de Naciones en agosto de 2006, luego de la renuncia de Allan Wagner Tizón. Freddy Ehlers (Ecuador) lo sucedió en enero de 2007. Fuentes fue anteriormente el director ejecutivo de la Fundación Cerrejón para el Fortalecimiento Institucional, programa apoyado por el productor y exportador de carbón térmico Cerrejón; y decano de la Facultad de Derecho de la Universidad de los Andes, Colombia.
Es alumno de la Universidad de los Andes, Colombia, y obtuvo una beca de la Fundación Ford para asistir a la Universidad de Harvard y la Universidad de Boston. Fue galardonado con la Orden al Mérito Nacional decretada por el presidente de Ecuador en 2006, y la Orden al Mérito por Servicios Distinguidos por Resolución Suprema del Presidente de Perú y el ministro de Relaciones Exteriores en 2008. También fue preseleccionado por el Consejo. de Estado en 2012 entre los tres últimos candidatos a Magistrado de la Corte Constitucional de Colombia.